# Hexerites primalis
Hexerites primalis är en fjärilsart som beskrevs av Cockerell 1933. Hexerites primalis ingår i släktet Hexerites och familjen plattmalar. Inga underarter finns listade i Catalogue of Life.